# Folk beat n. 1
Folk beat n. 1 è il primo album in studio del cantautore italiano Francesco Guccini, che allora usava il solo nome Francesco come nome d'arte; venne pubblicato in Italia nel marzo 1967 da La voce del padrone.

## Tracce

### Lato A
Testi e musiche di Francesco Guccini.
1. Noi non ci saremo – 5:15
2. In morte di S. F. – 3:41
3. Venerdì santo – 4:19
4. L'atomica cinese – 2:37
5. La canzone del bambino nel vento (Auschwitz) – 4:40

Durata totale: 20:32

### Lato B
Testi e musiche di Francesco Guccini.
1. Talkin' Milano – 5:30
2. Statale 17 – 3:12
3. Il 3 dicembre del '39 – 3:44
4. La ballata degli annegati – 2:28
5. Il sociale e l'antisociale – 5:33

Durata totale: 20:27

## Descrizione
Insieme a Guccini (che si accompagna con la chitarra ritmica), suonano Antonio Roveri (alla chitarra solista) e Alan Cooper (armonica a bocca e chitarra ritmica).  
Il disco contiene tre canzoni già note che Guccini aveva scritto per l'Equipe 84 (Auschwitz e L'antisociale) e i Nomadi (Noi non ci saremo), più altre ancora inedite. Guccini infatti, aveva fatto parte, tra la fine degli anni cinquanta e i primi anni sessanta, di una serie di gruppi da uno dei quali, i Gatti, nacque poi l'Equipe 84, formazione dalla quale rimase escluso perché venne chiamato in servizio di leva. 
Una volta congedato, Guccini preferì dedicarsi agli studi universitari pur scrivendo, per diletto, canzoni che piacquero all'Equipe 84 che volle interpretarle (Auschwitz, L'antisociale, È dall'amore che nasce l'uomo e Per un attimo di tempo), e ai Nomadi (Noi non ci saremo). Non essendo il cantautore ancora iscritto alla SIAE, quei pezzi furono depositati da altri autori: Maurizio Vandelli da solo per È dall'amore che nasce l'uomo e Per un attimo di tempo, e in coppia con il maestro Iller Pattacini (che si firmava Lunero) per Auschwitz; il maestro Francesco Anselmo, che arrangiava i dischi per la Vedette, e Pantros (pseudonimo di Armando Sciascia, discografico dell'Equipe 84) per L'antisociale; Noi non ci saremo, invece, fu depositata alla Siae da Toni Verona per il testo e dal maestro Mansueto Deponti (che usava lo pseudonimo Pontiack) per la musica, prestanomi anche per tutti i residui brani del disco. Il successo che queste canzoni ebbero portò le edizioni musicali La voce del padrone a proporre a Guccini un contratto per scrivere canzoni, ricevendo uno stipendio mensile: il primo brano firmato completamente da lui sarà, sempre nel 1967, Dio è morto.
L'album venne registrato allo studio Basilica di Milano nell'estate del 1966 e fu prodotto da Odoardo "Dodo" Veroli; la fotografia di copertina è di Guido De Maria.
Il disco, pubblicato su etichetta La voce del padrone (numero di catalogo: psq 027) fu ristampato nel 1976 dalla EMI Italiana su etichetta Columbia (numero di catalogo: 3C064-17326). Tuttavia c'è una precedente e rara stampa, messa sul mercato nel 1970 sempre per la EMI Italiana su etichetta Columbia, versione mono (numero di catalogo: 3C052-17326), che presenta sulla matrice la data 16-11-66. Ciò farebbe supporre che più che di ristampa si debba parlare di seconda versione della prima stampa.

## Accoglienza
Le vendite del disco furono abbastanza inconsistenti (circa 500 copie, all'epoca, che sono poi aumentate negli anni seguenti, con il crescere della popolarità di Guccini) e il riscontro commerciale molto scarso ("praticamente nullo", affermò Guccini).
L'album gli procurò la sua prima apparizione televisiva quando Caterina Caselli, il 1º maggio 1967, poco dopo l'uscita del disco, lo invitò al programma televisivo Diamoci del tu, presentato insieme a Giorgio Gaber: in quest'occasione, che rappresentò il suo debutto televisivo, cantò Auschwitz; nella stessa puntata, tra l'altro, fu ospite un altro giovane cantautore ancora sconosciuto, Franco Battiato. La Caselli lo presentò come "Un giovane nuovo cantante che viene dalla mia regione, l'Emilia: Francesco", dopodiché venne da lei intervistato (dicendo, tra le altre cose, di essere l'autore di Auschwitz e Noi non ci saremo), e infine cantò.

## Brani

### Il sociale e l'antisociale
Il brano è un medley di due distinte canzoni inserite però in un ordine inverso a quello indicato dal titolo. L'antisociale era già stato inciso l'anno prima dall'Equipe 84 nel 45 giri Un giorno tu mi cercherai/L'antisociale.

### In morte di S.F.
Così racconta Franco Ceccarelli componente della band Equipe 84, di cui Francesco era collaboratore: "Eravamo al Festival Nazionale dell'Unità a Ferrara (agosto 1966, ndr). Pochi minuti prima di salire sul palco, qualcuno ci venne a dire che Silvana, una della compagnia del bar Grande Italia [un allora famoso bar di Modena ed ora inesistente, ndr] era appena morta, in un incidente stradale. Ma davanti a noi c'erano circa cinquantamila persone che ci aspettavano, e non sapevano che Silvana era una nostra cara amica, e che se n'era andata".
Alla morte di Silvana Fontana, Francesco Guccini scriverà quindi uno dei suoi pezzi più noti delle origini: "In morte di S.F.".
Il brano In morte di S.F., fu poi ridepositato dopo l'iscrizione di Guccini alla SIAE, con il testo a suo nome (la musica rimase intestata a Deponti), con delle lievi modifiche, ma soprattutto col titolo cambiato (per consentirne il rideposito) in Canzone per un'amica.

La canzone fu inserita all'ultimo minuto da Guccini nell'album. Il brano piacque così tanto anche ad Augusto Daolio, allora leader dei Nomadi, che la volle incidere l'anno successivo con la sua band.

Guccini, nelle incisioni dal vivo, userà sempre questo nuovo titolo.
Nell'archivio delle opere musicali SIAE sono presenti, come opere distinte, sia In morte di S.F. sia Canzone per un'amica, e per entrambe l'unico autore è Francesco Guccini.

## Formazione
- Francesco Guccini - voce, chitarra ritmica
- Antonio Roveri - chitarra solista
- Alan Cooper - armonica, chitarra ritmica, voce (traccia 6)